# グレゴリー・アイザックス
グレゴリー・アイザックス（Gregory Anthony Isaacs、1951年7月15日 - 2010年10月25日）は、ジャマイカの歌手、プロデューサー。愛称はクール・ルーラー (Cool Ruler)、ロンリー・ラヴァー (Lonely Lover)。

## 来歴

### デビュー
ジャマイカ、キングストン市デナムタウン地区のスラム街に生まれたアイザックスは、サム・クックなどに影響を受け、10代の頃から音楽を志し「ヴェレ・ジョンズ・オポチュニティ・アワー」などのタレント・コンテストの常連出場者になっていった。やがてプロデューサーのバイロン・リー (en) らに見出され、1968年にウィンストン・シンクレアのプロデュースした「Another Heartache」でレコードデビューを果たした。しかしこの曲はあまり売れなかったため、方針転換を考えたアイザックスはペンロー (Penroe) とブラムウェル (Bramwell) という別のボーカリストと共にコンコーズ (The Concords) というボーカルトリオを結成した。コンコーズはルーピー・エドワーズやプリンス・バスターの下で録音を残したものの長続きせず、1970年に解散してしまったが、アイザックスはすぐにソロ活動を再開した。

### アフリカン・ミュージアム
1973年、自身初のヒットとなる「All I Have Is Love」をアルヴィン・ラングリン (en) のGG'sレーベルより発表する。このヒットを期に、アイザックスはミュージシャン仲間のエロル・ダンクリー (en) と共同経営でウェスト・キングストン地区にアフリカン・ミュージアムというレコードショップ兼個人レーベルを開業した。同年にはさらに、最初のラヴァーズ・ロック楽曲という説もある「My Only Lover」をエドワーズのサクセス・レーベルからリリースし、ヒットさせた。続く3年の間、アイザックスはアフリカン・ミュージアムに投資するためにウィンストン・ホルネス (en)、リー・ペリーら外部のプロデューサーとも積極的にレコーディングを行い、「Lonely Soldier」、「Black a Kill Black」、「Extra Classic」、ドビー・ドブソン (en) のカバー曲「Loving Pauper」などのヒット曲を発表した。中でも1974年にGG'sから発表した「Love Is Overdue」は自身初のヒットチャート一位を獲得した。
この時期、1960年代後半から1970年代前半にかけてのジャマイカでは、アルトン・エリス、デニス・ブラウン、シュガー・マイノットらを擁したスタジオ・ワン・レーベルが最も人気があったが、アイザックスはスタジオ・ワンでは一曲も録音を残さなかった。1992年のインタビューで彼はその理由を述べている。

### 全盛期
1970年代後半になるとアイザックスはデニス・ブラウンやボブ・マーリーに次ぐ人気を獲得し、アメリカ合衆国、イギリスなどにもツアーを行うようになった。1977年、1978年には再びアルヴィン・ラングリンと組んで「Border」、「Number One」を発表した。
1978年にはヴァージン・レコード傘下のフロントライン・レコーズと契約し、『Cool Ruler』と『Soon Forward』を発表、さらに映画『ロッカーズ』に本人役で出演した。スライ&ロビーがバッキングを行ったこの2枚のアルバムは後にレゲエ研究家のスティーブ・バロウがアイザックスの最高傑作と評価し、アルバムタイトルのクール・ルーラーは彼のニックネームにもなった。
1981年にはジャマイカ最大の音楽イベントであるレゲエサンスプラッシュに出演した。また、カリスマ・レコード (en) に移籍し、彼のもう一つのニックネームとなる『The Lonely Lover』と、『More Gregory』を発表した。シングル単位でも、「Tune In」「Permanent Lover」「Wailing Rudy」、「Tribute to Waddy」などヒット作に恵まれた。
1982年にはドキュメンタリー映画『Land of Look Behind』に出演した他、アイランド・レコードと契約し、自身最大のヒットシングル「Night Nurse」を収録したアルバム『Night Nurse』を発表した。同作は全米および全英シングルチャートでは振るわなかったものの、一部のラジオとディスコで大きなヒットとなり、全英アルバムチャートでは32位を記録した。しかしながらこの成功以来、アイザックスはコカインに依存するようになってしまい、同年の内に銃の不法所持とコカイン所持容疑で逮捕され6ヶ月間刑務所に収監された。翌1983年に出所するとアイランドからの2枚目のアルバムとなる『Out Deh!』を発表した。

### ミュージック・ワークス

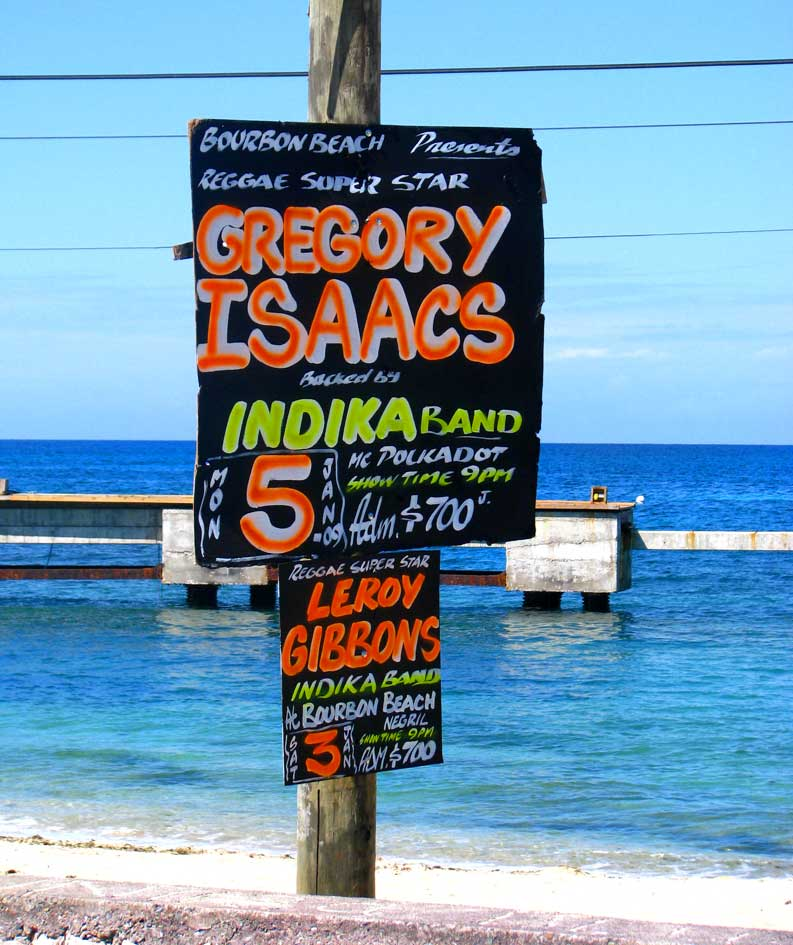
グレゴリー・アイザックスのコンサートを告知する看板

逮捕によって契約違反としてアイランドとの契約を打ち切られたアイザックスであったが、1980年代中盤以降のデジタル化したダンスホールレゲエ時代にもプリンス・ジャミー、ヒュー・ジェイムス、ボビー・ディクソン (en) らジャマイカのプロデューサーの元で非常に多くの作品を録音した。
中でも、ガッシー・クラーク率いるミュージック・ワークス・レーベルとの結びつきを強めたアイザックスは、同レーベルから1985年に『Private Beach Party』を発表し、1988年には「Rumours」をヒットさせる。この時期は他にも「Mind Yu Dis」、「Rough Neck」、「Too Good To Be True」、「Report to Me」を発表した。
アイザックスとクラークとの提携は1990年代前半まで続き、フレディ・マクレガー (en)、ニンジャマンやJC・ロッジ (en) とのデュエットも多く発表された。一方でアフリカン・ミュージアムも活動を継続し、アイザックスは歌手として、またはプロデューサーとして継続して作品を発表した。

### 晩年の活動

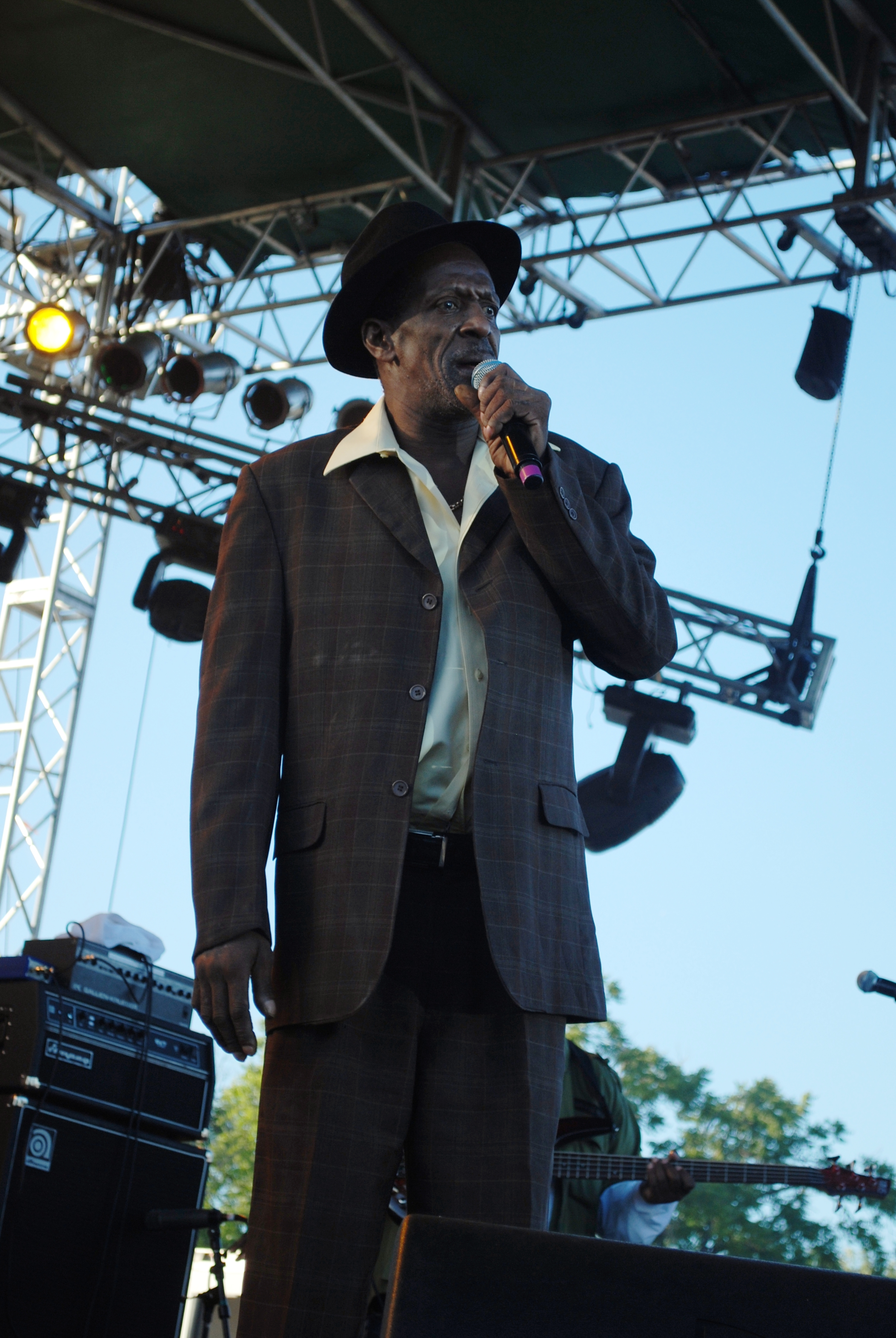
2010年のSierra Nevada World Music Festivalで歌うグレゴリー・アイザックス

1997年にはイギリスのポップ歌手シンプリー・レッドがアイザックスの「Night Nurse」をカバーし、全英13位となるヒットとなった。2005年にはアイザックス自身も女性ディージェイのレディ・ソウ (en)を迎え、同楽曲のセルフカバーを発表した。
長期にわたるコカイン依存によってアイザックスは何度か逮捕された上、歯はほとんど抜け落ちてしまい、キャリア後半は声質も変わってしまった。2007年のインタビューにおいてアイザックスは自身のコカイン依存について次のように語った。
2007年、クリケット・ワールドカップ2007年大会開会式で歌った。さらにスペインのラップグループ、フロウクロリコス (en) とのコラボレーション作品を発表した。
2008年に発表したアルバム『Brand New Me』は多くの批評家の高評価を得て、2010年の第52回グラミー賞にノミネートされた。さらに続く2009年にはジンバブエのレゲエ歌手キング・アイザックとの競作『Isaacs Meets Isaac』を発表した。このアルバムはアイザックスの死後、第53回グラミー賞にノミネートされることとなった。
アイザックスは肺がんの闘病生活を続けていたが、2010年10月25日、サウス・ロンドンの自宅で息を引き取った。59歳、死の数週間前まで活動を継続していた。11月20日にはキングストンの国立室内スポーツセンターで追悼集会が開かれ、ロイド・パークス、ケン・ブース、フレディ・マクレガー、マヴァード、タムリンズ、ボンゴ・ハーマンら多くのミュージシャンが集まった。

## 評価
偉大なレゲエアーティスト、そして世界の舞台で活躍した最もエレガントなスターの一人。—グラハム・"サッグス"・マクファーソン、
グレゴリーの声と作詞能力は素晴らしいものだった。座って何時間も聞くことの出来るソウルフルなシンガーの一人だった。—スライ・ダンバー、
優美なバリトンによって絹のようなバラードからグルーヴ感のあるダンスソングまでを歌いこなす最も洗練されたレゲエ歌手である。—ミロ・マイルス（ニューヨーク・タイムス記者）、
ジャマイカのフランク・シナトラ—キャット・クーア (en)、

## ディスコグラフィ

### スタジオ・アルバム
- In Person (1975) Trojan
- All I Have Is Love (1976) Trojan
- The Best Of Vol. 1 (1977) GG's
- Extra Classic (1977) African Museum
- Mr Isaacs (1977) DEB
- Cool Ruler (1978) Front Line
- Soon Forward (1979) Front Line
- Slum (Gregory Isaacs in Dub) (1978) Burning Sounds
- Showcase (1980) Taxi
- Lonely Lover (1980) African Museum/Virgin/A&M/Pre
- More Gregory (1981) Mango/Pre
- The Best Of Vol. 2 (1981) GG's
- Night Nurse (1982) Island/Mango
- Out Deh! (1983) Island/Mango
- Let's Go Dancing (1984)
- Private Beach Party (1985) Greensleeves & RAS
- Easy (1985) Tad's
- All I Have is Love Love Love (1987) Tad's
- Victim (1987) VP
- Watchman of the City (1987) Rohit
- Come Along (1988), Live & Love
- Red Rose for Gregory (1988) Greensleeves & RAS
- Warning (1989) Firehouse
- Feature Attraction (1989) VP for Mixing Lab records
- I.O.U. (1989) Greensleeves & RAS
- On The Dance Floor (1990) Heartbeat
- Call Me Collect (1990) RAS
- Set Me Free (1991) VP, Digital B & Vine Yard
- No Intention (1991) VP
- Boom Shot (1991) Shanachie
- State of Shock (1991) RAS
- Past and Future (1991) VP
- Pardon Me! (1992) RAS
- Cooyah! (1992) Label Unknown...
- Can't Stay Away (1992) VP & Xterminator
- Rudie Boo (1992) Star Trail
- Unattended // Absent (1993) Pow Wow & Greensleeves
- Unlocked (1993) RAS
- Midnight Confidential (1994) Greensleeves for Xterminator records
- Dreaming (1995) Heartbeat
- Not a One Man Thing (1995) RAS
- Private Lesson (1996) Heartbeat
- Mr. Cool (1996) VP
- Maximum Respect (1996) House of Reggae
- Hold Tight (1997) Heartbeat
- Hardcore Hits (1997) Ikus
- Kingston 14 Denham Town (1998) Jamaican Vibes
- Do Lord (1998) Xterminator
- New Dance (1999) Prestige
- Turn Down The Lights (1999) Artists Only
- So Much Love (2000) Joe Gibbs Music
- Future Attraction (2000) VP
- It Go Now (2002), 2B1
- Life's Lonely Road (2004)
- Give It All Up (2004) Heartbeat
- Rat Patrol (2004) African Museum
- Masterclass (2004) Greensleeves for Blacker Dread records
- Revenge (2005) P.O.T.
- Substance Free (2005) Vizion Sounds
- Come take my hand (2006) Mun Mun
- Hold Tight (2008) Mafia & Fluxy
- Brand New Me (2008) African Museum
- My Kind Of Lady (2009) Rude Productions

### ライブ盤
- Live (1983) Island
- Live at the Academy (1986) Kingdom
- Live In France (1994) Sonic Sounds
- Live at Maritime Hall (1998) Artists Only
- Encore: Live at Brixton (2000) Orange Street
- B.O. Reggae Live (2001) Innerbeat Music
- Live in San Francisco (2006) 2b1

### コラボレーション・アルバム
- Gregory Isaacs Meets Ronnie Davis (1979) Plant (with Ronnie Davis)
- Double Explosion (1984) Andy's (with Jah Mel)
- Two Bad Superstars (1984) Burning Sounds (with Dennis Brown)
- Judge Not (1985) Greensleeves (with Dennis Brown)
- Double Dose (1987) Blue Mountain (with Sugar Minott)
- No Contest (1989) Greensleeves & VP (with Dennis Brown)
- Dance Curfew (1997), Acid Jazz – with Dread Flimstone
- Father & Son (2000), 2B1 – Gregory Isaacs & Son
- Isaacs Meets Isaac with King Isaac (2010) King Isaac Music

### コンピレーション・アルバム
- Reggae Greats - Live (Island, 1984)
- My Number One (Munich, 1990)
- Willow Tree (Jamaican Gold, 1992)
- Number One (Charly, 1993)
- The Cool Ruler rides again - 22 classics from 1978-1981 (Music Collection International, 1993)
- Over The Years vol.1 (Jet Star, 1995)
- Over The Years vol.2 (Jet Star, 1997)
- Over The Years vol.3 (Jet Star, 1998)
- Over The Years vol.4 (Jet Star, 1998)
- Loving Pauper (Trojan, 1998)
- Over The Years vol.5 (Jet Star, 2000)
- All I Have Is Love (Trojan, 2002) - 2CD
- Cool Ruler, the Definitive Collection (Trojan, 2003) - 2CD
- Love Songs (Jet Star, 2006) - 3CDボックス + DVD live
- Night Nurse : The Best Of (Trojan, 2011) - 2CD
- Love Is Overdue - The Classic GG's Recordings (Charly, 2011) - 2CD
- The Ruler - Reggae Anthology (VP Records, 2011) - 2CD + DVD (live à Brixton 1984)
- Best of Gregory Isaacs (Trojan, 2017)

## フィルモグラフィ

### 映画
- Rockers (1978)
- Lands of look behind (1982)

### DVD
- Live in San Francisco (2003) 2b1
- Live @ the Rocket (2003) Jet Star
- Living Legend - Live in Concert (2007) Funhouse